# فايز رشيد
فايز رشيد عيسى هلال (ولد عام 1950 في قلقيلية - توفي في 27 سبتمبر 2023 في عمان)، كاتب سياسي وطبيب فلسطيني. له عدة مؤلفات أدبية وسياسية.

## السيرة الذاتية
ولد الطبيب والكاتب السياسي الفلسطيني فايز رشيد عام 1950 في مدينة قلقيلية في فلسطين. حصل على شهادة الدكتوراه في الطب الطبيعي، ويعمل في هذا المجال. اعتقلته سلطات الاحتلال الصهيوني سنتين وأبعدته إلى الأردن في عام 1970.
فايز رشيد كاتب سياسي، وباحث، وكاتب قصة قصيرة. له عدد من الأبحاث في الشؤون الاستراتيجية والمقالات المنشورة في مجلات وصحف عربية. رشيد عضو في رابطة الكتاب الأردنيين وعضو الاتحاد العام للأدباء والكتاب العرب، والاتحاد العام للكتاب والصحافيين الفلسطينيين.
له 34 مؤلفاً مطبوعاً في السياسة والرواية والقصة القصيرة والشعر وأدب الرحلة.

## أعماله
من أهم أعماله:
- الجراح تشهد، مذكرات طبيب في زمن الحصار، 1983.
- تزوير التاريخ في الرد على كتاب نتنياهو: مكان تحت الشمس، 1997.
- خمسون عاماً على النكبة، 1999.
- وداعاً أيها الليلك، مجموعة قصصية، 2003.
- ثقافة المقاومة، 2004.
- زيف ديمقراطية إسرائيل، 2004.
- قيثارة ليل، الدار العربية للعلوم ناشرون.[10]
- ليلى خالد في عيون بعض حرائر وأحرار العالم، 2021[3]

## وصلات خارجية
- فايز رشيد على موقع الحوار المتمدن